# Kraški ovčji sir
Kraški ovčji sir je trdi ovčji sir, z zaščitenim geografskim poreklom, s Krasa, odličen za ribanje ali rezanje. 

## Značilnosti
Kraški ovčji sir izdelujejo iz surovega ovčjega mleka. Testo je sivo bež barve, z drobnimi očesi velikosti leče. Sir je aromatičen, okus pa poln do rahlo pikanten, značilen za klasično zorjeni ovčji sir. Premer okroglega hlebca, visokega 9 do 10 cm, je 20 do 26 cm. Teža hlebca, z ozirom na velikost, varira med 2,5 in 5 kg. Skorja sira je gladka, sivo rjave barve, čvrsta, obodna stran je rahlo izbočena, robovi so zaobljeni. Zaradi posebne klime in rastlinja na Krasu, kot tudi posebnih postopkov izdelave in zorenja je kraški ovčji sir prepoznaven tako po okusu, kot po teksturi.

## Zgodovina
Za Kras je značilno prepletanje mediteranskega in celinskega podnebja, kjer megle skoraj ne poznajo, zaradi stalnega in občasno tudi sunkovitega vetra pa je zrak izredno suh. Ovčarstvo ima na širšem območju Krasa večstoletno tradicijo. Poleg posameznih kmetij, kjer so redili nekje od 5 do 15 ovac, so bili za Kras nekoč značilni tudi rejci z 200 in več glavami, ki so svoje črede na zimsko pašo vodili v Istro in Furlanijo. Trgovske poti sirov s Krasa so vodile v Vipavsko dolino, v Trst, Gorico in na Reko.

## Proizvodnja
Ko Kraševci govorijo o zorjenju sira, pravijo, da ga sušijo. Kraški ovčji sir izdelujejo na posameznih kraških kmetijah, zorijo ga od 60 do 90 dni, lahko pa tudi do eno leto. Zaradi majhnih količin in njegove velike priljubljenosti pri sosedih Italijanih, lahko sir kupite skoraj izključno na kmetijah pri proizvajalcih in občasno na različnih lokalnih prireditvah.

### Zaščita označbe porekla
Originalni Kraški ovčji sir se označi tudi s pripadajočim znakom Skupnosti za živilo z zaščiteno označbo porekla, ter z nacionalnim simbolom kakovosti.